# Lauschaffäre Traube
Die Lauschaffäre Traube, auch Traube-Skandal oder – unter Juristen – Fall Traube genannt, war eine gesetzwidrige Abhöraktion des Bundesamtes für Verfassungsschutz (BfV), die auf Klaus Traube zielte, der damals in Betrieben beschäftigt war, die sich mit Kernenergie beschäftigten.
Unter der Bezeichnung Operation Müll begann der Verfassungsschutz am 30. Dezember 1975 durch Installieren von Abhörwanzen in der Wohnung einen umfassenden und von den damaligen Gesetzen nicht gedeckten Lauschangriff auf Traube, den das BfV verdächtigte, mit gesuchten Terroristen der Rote Armee Fraktion (RAF) in Kontakt zu stehen. Der Verfassungsschutz nahm außerdem Kontakt zum Arbeitgeber Traubes, der Kraftwerk Union AG (KWU) auf, der Traube daraufhin entließ. Die Abhöraktion, die vom damaligen Präsidenten des BfV Richard Meier angeordnet und vom Bundesinnenminister Werner Maihofer (FDP) gebilligt worden war, erbrachte keinerlei Hinweise für die vermuteten Kontakte zur terroristischen Szene. Publik wurde der Lauschangriff 1977, als Unterlagen der Behörde an den Journalisten Hans Georg Faust weitergegeben wurden, der die Papiere an das Nachrichtenmagazin Der Spiegel weiterleitete. Als am 28. Februar 1977 dessen  Titelgeschichte Verfassungsschutz bricht Verfassung – Lauschangriff auf Bürger T. erschien, entwickelte sich ein Skandal, in dessen Verlauf Maihofer schließlich am 8. Juni 1978 seinen Rücktritt erklärte – nachdem sich herausgestellt hatte, dass sich unter den vom Spiegel im Faksimile veröffentlichten Papieren auch eine Ministerialvorlage vom 9. Januar 1976 mit handschriftlichen Vermerken des Ministers befand. Ausweislich dieser ministeriellen Aktenstücke stammt übrigens der Terminus „Lauschangriff“ nicht etwa von Kritikern solcher Maßnahmen, sondern gab den damals üblichen nachrichtendienstlichen und ministeriellen Sprachgebrauch wieder.
Die „Whistleblower“ Karl Dirnhofer, Beamter beim Bundesamt für Verfassungsschutz, und Hans Georg Faust wurden wegen Geheimnisverrats beziehungsweise Beihilfe hierzu angeklagt. Dirnhofers Hauptverfahren wurde nicht eröffnet, weil die zu seiner Überführung vorgelegten Beweise ebenfalls aus einer unzulässigen nachrichtendienstlichen Telefonüberwachung stammten. Fausts Hauptverfahren wurde eröffnet, er wurde jedoch vom Landgericht Bonn freigesprochen. Die hiergegen gerichtete Revision der Staatsanwaltschaft blieb erfolglos. Der Bundesgerichtshof entschied am 18. April 1980, dass auch die gegen Faust vorgebrachten Beweismittel mit illegalen Methoden erlangt und daher nicht verwertbar waren.
Gerechtfertigt wurde der Lauschangriff auf Traube mit befürchteten Anschlägen der RAF auf Kernkraftwerke.

## Filme
- Video  Land unter Kontrolle. Die Geschichte der Überwachung der BRD: Die Bundesrepublik ist ein überwachtes Land, das beweist der NSA-Skandal. Und es war nie anders; eine Produktion von  3sat, Kulturzeit extra, Erstausstrahlung: 27. Januar 2014 in der ZDFmediathek, abgerufen am 20. Februar 2014. (offline) Am 18. Oktober 2018 in der 3Sat Mediathek abrufbar.